# Collection de peintures du palais des Beaux-Arts de Lille
La collection de peintures du palais des Beaux-Arts de Lille comprend plus de 1 500 peintures datant du XVe au XXe siècle. Cette liste présente les principaux tableaux par écoles et par peintres, ordonnés par ordre chronologique.

## École flamande

### XVesiècle
- L'Ascension des élus, Dirk Bouts, huile sur bois (vers 1470)
- La Chute des damnés, Dirk Bouts, huile sur bois (vers 1470)
- Vierge à l’Enfant entourée d’anges, Maître au feuillage en broderie, triptyque, huile sur bois (vers 1495-1500)
- Portraits de Louis de Quarre et Barbe de Cruysinck en donateurs ; sainte Barbe et saint Louis représentés en pied sous des arcades, Maître au feuillage en broderie, huile sur bois (vers 1495-1500)

### XVIesiècle
- Fermière hollandaise, Pieter Aertsen, huile sur bois, (1543)
- Triptyque de l'Adoration des mages, anonyme, Anvers, huile sur bois (vers 1510-1530)
- Trinité, triptyque de Marchiennes, Jean Bellegambe, huile sur bois (vers 1510)
- Triptyque du Bain mystique, Jean Bellegambe, huile sur bois (1510)
- La Vierge et l'Enfant Jésus endormi, Joos van Cleve (d'après), huile sur bois (XVIe siècle)
- La Vierge allaitant l’Enfant Jésus, Joos van Cleve (d'après), huile sur bois (XVIe siècle)
- Le Christ bénissant la Vierge, Jacob Cornelisz van Amsterdam, huile sur bois (XVIe siècle)
- L'Adoration des Bergers, Maître de l'adoration de Lille, huile sur bois (1520)
- La Déploration du Christ,  Maître de l'Adoration von Groote, huile sur bois
- Prédication de saint Jean Baptiste, Maître de la prédication de Lille, huile sur bois (1530-1540)
- La Vierge et l'Enfant, Maître du Fils prodigue (atelier), huile sur bois (1530-1560)
- Portrait de femme à la chaîne d’or, Dirck Barendsz, huile sur toile
- Les Morts sortent de leurs tombaux, Dirck Barendsz, huile sur papier marouflé sur toile
- Le Baptême de Christ, Anthonie Van Blockland, huile sur bois
- Le Concert dans l'œuf, Jérôme Bosch (d'après), huile sur bois (vers 1561)
- Le Naufrage de Jonas, Paul Bril (vers 1600)
- Le Dénombrement de Béthléem, Pieter Brueghel le Jeune, huile sur bois
- Prédication de saint Jean-Baptiste, Pieter Brueghel le Jeune, huile sur bois
- Saint Paul conduit à Damas après sa conversion, Pieter Brueghel le Jeune, huile sur bois
- La Sainte famille, Frans Floris, huile sur bois (vers 1550)
- Course de taureaux à l’antique dans le Colisée en ruines, Maarten van Heemskerck, huile sur bois (1552)
- Tarquin et Lucrèce, Jan Sanders van Hemessen, huile sur bois (vers 1550)
- Vanité, Jan Sanders van Hemessen, huile sur bois (vers 1535-1540)
- Portrait d’homme avec fraise, Adriaen Thomas Key (1591)
- Vue des Alpes, Joos de Momper
- Portrait du calligraphe et mathématicien Johann I Neudorfer et de son fils, Nicolas Neufchâtel (atelier)
- Portrait d’homme, Frans Pourbus l'Ancien (1576)
- Portrait d'un jeune homme, Pieter Pourbus, huile sur bois (1565)
- Vénus et l'Amour, Dirk de Quade van Ravesteyn, huile sur toile (vers 1590-1610)
- La Moisson, Lucas van Valckenborch, huile sur bois
- Paysage avec la tour de Babel, Tobias Verhaecht
- La Résurrection de Lazare, Joachim Wtewael, huile sur toile (vers 1600)

### XVIIesiècle
- Fête de village avec joueur de cornemuse sur un tonneau, Thomas van Apshoven, huile sur toile (vers 1617)
- Etang à la lisière d'un bois, Jacques d'Arthois, huile sur toile (milieu du XVIIe siècle)
- Repos de la Sainte Famille, Pieter van Avont, huile sur bois
- Le Musicien ambulant dans une taverne italienne, Jan Frans van Bloemen, huile sur toile
- Le Campo Vaccino avec la basilique de Maxence, Pieter van Bloemen, huile sur toile
- Vue de Rome avec le temple de Vesta, Pieter van Bloemen, huile sur toile (1675-1700)
- Le Martyre de saint Maurice et de ses compagnons, Jan Boeckhorst dit Lange Jan, huile sur toile (1661)
- Allégorie des vanités du monde, Pieter Boel, huile sur toile (1663)
- Etude de canards de Barbarie, Pieter Boel, huile sur toile (1668-1674)
- Animaux de diverses espèces, Pieter Boel (d'après), huile sur toile
- Le Couronnement de la Vierge, Thomas Willeboirts Bosschaert, huile sur toile
- L'Extase de sainte Rosalie de Palerme, Theodor Boeyermans, huile sur toile
- Portrait de Philippe Le Roy, Vigor Boucquet, huile sur toile (vers 1662)
- Marché en Italie avec représentation imaginaire de ruines, Pieter van Bredael, huile sur toile (1668)
- La Dérision du Christ, Hendrick ter Brugghen (d'après), huile sur toile (vers 1615)
- Portrait d'un architecte, Jean-Guillaume Carlier, huile sur toile
- Saint Nicolas sauvant les captifs, Jan Cossiers, huile sur toile (1660)
- Agar dans le désert, Jan Coxie, huile sur toile (vers 1650)
- La Pêche miraculeuse ou Les Apôtres rapportent au Christ le fruit de leur prise, Gaspard de Crayer, huile sur toile
- Le Martyre des quatre couronnés : Claudius, Nicolastratus, Symphorianus, Castor et Simplicius, Gaspard de Crayer, huile sur toile (1642)
- Le Gué, Simon Johannes van Douw, huile sur toile (1677)
- Le Miracle de saint Antoine de Padoue à Toulouse, Antoon van Dyck, huile sur toile (vers 1627-1630)
- Le Christ en croix ou Le calvaire, Antoon van Dyck, huile sur toile (vers 1630)
- Portrait de Marie de Médicis, reine de France, Antoon van Dyck (d'après), huile sur toile (vers 1632)
- Palais, Wilhelm Schubert van Ehrenberg, huile sur cuivre
- Portrait équestre d'un jeune seigneur suivi de son écuyer sur fond de péristyle, Nicolaas van Eyck, huile sur toile (vers 1650-1660)
- Le Christ à la colonne, Louis Finson, huile sur toile (premier quart du XVIIe siècle)
- Saint Lambert en prière au pied de la Croix de l'abbaye de Stavelot, Bertholet Flémal, huile sur toile (vers 1670)
- Portrait de Nicolaas Mutsaerts, Peter Franchoys, huile sur toile (1645)
- Le Christ montant au Calvaire et la rencontre de sainte Véronique, Frans II Francken, huile sur toile (vers 1615-1620)
- Présentation de la sainte Tunique à Charles Quint, Frans II Francken, huile sur toile (vers 1615)
- Marché italien dans un paysage de fantaisie, Antoine Goubeau, huile sur toile (vers 1670)
- La Libéralité du roi, Jan van den Hoecke - Atelier de Rubens, huile sur toile (1635)
- La Providence du roi, Jan van den Hoecke - Atelier de Rubens, huile sur toile (1635)
- Marie Madeleine renonçant aux richesses de ce monde, Abraham Janssens, huile sur bois (vers 1600-1625)
- Bal sur la terrasse d'un palais ou bal à la cour de Don Juan d'Autriche, Hieronymus Janssens dit Le danseur, huile sur toile (1658)
- Étude de cinq vaches, Jacob Jordaens, huile sur toile (vers 1620)
- La Tentation de sainte Madeleine, Jacob Jordaens, huile sur toile (vers 1620)
- Le Christ et les pharisiens, Jacob Jordaens, huile sur toile (vers 1660)
- L'Enlèvement d'Europe, Jacob Jordaens, huile sur toile (1643)
- Portrait d'homme, Jacob Jordaens, huile sur bois (vers 1635-1640)
- Suzanne et les vieillards, Jacob Jordaens, huile sur toile
- La Détresse de l'enfant prodigue, Jacob Jordaens
- Un piqueur et ses chiens, Jacob Jordaens (1635)
- Isaac bénissant Jacob, Jacob Jordaens (1660)
- La prise de Dôle en 1668, Adam François van der Meulen (atelier de), huile sur toile (1668)
- Saint Pierre suscitant une nuée pour protéger les fidèles du soleil, Jeremias Mittendorff, huile sur bois (1629)
- Le Martyre de saint Pierre de Vérone, Jeremias Mittendorff, huile sur bois (1629)
- Saint Pierre démasquant une fausse madone apparue dans un temple des hérétiques, Jeremias Mittendorff, huile sur bois (1629)
- Annonciation, Pieter van Mol, huile sur toile
- Jésus chez Marthe et Marie, Érasme Quellin le Jeune et Jan Fyt, huile sur toile
- Salomon et la reine de Saba, Jean-Érasme Quellin, huile sur bois
- Descente de Croix, Rubens, huile sur toile (vers 1617)
- Martyre de sainte Catherine, Rubens, huile sur toile (vers 1615)
- Sainte Marie Madeleine en extase, Rubens, huile sur toile (vers 1619)
- Saint François recevant l'Enfant Jésus des mains de la Vierge, Rubens, huile sur toile (vers 1617)
- Saint Bonaventure, Rubens, huile sur toile (vers 1620)
- Saint François, Rubens, huile sur toile (vers 1620)
- La charrette de foin dit Le gué, Jan Siberechts, huile sur toile (1663)
- Cavalier et amazone. Le passage du gué, Jan Siberechts, huile sur toile (1670)
- Nature morte avec une chienne et ses petits, Frans Snyders (atelier de), huile sur toile
- Le Retour du marché, Frans Snyders (atelier de), huile sur toile
- La tentation de saint Antoine, David Teniers le Jeune, huile sur bois (vers 1650)
- Les bohémiens, David Teniers le Jeune, huile sur toile (vers 1650)
- Apothéose de saint François de Paule, Theodoor van Thulden, huile sur bois
- Réunion villageoise, Gillis van Tilborch, huile sur toile
- Fleurs, Gaspar Pieter Verbruggen le Jeune, huile sur toile
- Chien dans une cuisine, Paul de Vos, huile sur toile (vers 1650)
- Chasse au sanglier, Paul de Vos, huile sur toile
- Martyre de saint Philippe, Simon de Vos, huile sur cuivre (1645 ou 1648)
- L'Arrestation de Jésus au jardin des oliviers, Simon de Vos, huile sur cuivre (vers 1650-1670)
- Jésus comparaissant devant Caïphe, Simon de Vos, huile sur cuivre (vers 1650-1670)
- La Traite, Jan Baptist Wolfaerts, huile sur toile (1650)
- Saint Jérôme dans le désert, Artus Wolffort, huile sur toile

### XVIIIesiècle
- Jeux d'enfants, Martin-Joseph Geeraerts (?), grisaille
- Un bouquet de fleurs, Jan Frans van Son, huile sur toile (1705)
- La continence de Scipion, Pierre-Joseph Verhagen, huile sur toile (vers 1775)

### XIXesiècle
- Roses et papillons disposés sur un bas-relief, Jan van Dael, huile sur panneau (1802)

## École allemande

### XVesiècle
- La Résurrection et La Vierge du rosaire, anonyme, Allemagne du sud, huile sur bois (vers 1480-1490)
- Sainte Dorothée et Sainte Marie-Madeleine, Maître de Saint-Séverin, deux panneaux, huile sur bois (1480-1520)
- La Vierge en gloire au milieu des apôtres, Maître de la passion de Lyversberg, huile sur bois (vers 1460-1480)
- Calvaire avec un donateur, Maître de la Vie de Marie (vers 1480)

### XVIesiècle
- Saint Henri et sainte Cunégonde, saint Jérôme et un saint évêque, prédelle du retable de saint Georges, anonyme, Tyrol, huile sur bois (vers 1520)
- L'Adoration des mages, anonyme, triptyque, huile sur bois (vers 1510-1520)
- Saint Jean-Baptiste et sainte Catherine, anonyme, Allemagne, huile sur bois (XVIe siècle)
- Sainte Barbe et deux saints, anonyme, Allemagne, huile sur bois (XVIe siècle)
- Portrait d'homme, Bartholomaeus Bruyn le Vieux, huile sur bois (vers 1550)
- Portrait de femme, Bartholomaeus Bruyn le Vieux, huile sur bois (vers 1550)
- Portrait d'homme tenant un œillet et un gant et Crâne dans une niche, Bartholomaeus Bruyn le Vieux, huile sur bois (vers 1550)
- Trois Donatrices avec saint Jean-Baptiste, Bartholomaeus Bruyn le Jeune, huile sur bois
- La Dérision du Christ, école de Lucas Cranach l'Ancien (milieu du XVIe siècle)
- L'Adoration des mages, Maître M. S., huile sur bois (vers 1506-1510)

### XVIIIesiècle
- Portrait d'un vieillard décoré d'une croix du Saint-Esprit, Johan Ernst Heinsius, huile sur toile
- Le Sacrifice de la fille de Jephté, Franz Sigrist, huile sur toile (vers 1760-1770)
- Le Sacrifice d'Isaac, Franz Sigrist, huile sur toile (vers 1760-1770)

## École hollandaise

### XVIIesiècle
- Jeune femme à la chandelle, anonyme (Hollande), huile sur bois
- Fruits et coquillages, Balthasar van der Ast, huile sur bois (1623)
- Marine, Ludolf Bakhuizen, huile sur toile
- Intérieur de cabaret avec un couple de paysans, Cornelis Bega, huile sur bois
- Tempête près d'une côte rocheuse, Jacob Adriaensz Bellevois, huile sur bois
- La Charrette, Johannes van der Bent, huile sur toile
- Bergers et troupeaux près d'une fontaine avec la statue de Neptune, Johannes van der Bent, huile sur toile
- Nature morte de poissons avec deux raies sur un étal de bois, Abraham van Beyeren, huile sur toile
- Nature morte au citron pelé et au verre, Abraham van Beyeren, huile sur bois
- Pâris et Œnone, Reyer Jacobsz van Blommendael, huile sur toile
- Scène galante, Richard Brakenburg, huile sur bois (1699)
- Le Lever de la mariée, Richard Brakenburg, huile sur toile (1691)
- Gentilhomme à la chasse, Govert Dircksz Camphuysen, huile sur toile
- Portrait d'Anne Marie de Schurmann (?), Cornelis Janssens van Ceulen, huile sur toile (1660)
- Jeune Fumeur de pipe délaissant l'étude, Pieter Codde, (vers 1630-1633)
- La Conversation. Scène galante, Pieter Codde, huile sur bois (vers 1630-1640)
- Portrait d'un théologien, Pieter Codde, huile sur toile (vers 1630-1640)
- L'Annonce aux bergers, Adam Isaacksz Colonia, huile sur bois
- Portrait d'une famille, Jan Daemen Cool, huile sur bois (1631)
- Paysage à Rijswick près de la Haye, Anthonie Jansz. van der Croos, huile sur bois
- L'escarmouche, Benjamin Gerritsz Cuyp, huile sur toile
- La résurrection du Christ. Un ange soulevant la pierre du tombeau du Christ, Benjamin Gerritsz Cuyp, huile sur bois (vers 1650)
- Salomon et la reine de Saba, Dirk van Delen, huile sur bois (1638)
- Femme âgée à sa fenêtre, Willem Drost, huile sur toile
- Les Champs de blé, Guillam Dubois, huile sur toile
- Poissons, Isaac van Duynen, huile sur toile
- Le Denier De César, Gerbrand van den Eeckhout, huile sur toile (1673)
- Portrait d'un jeune garçon à l'âge de douze ans, Gerbrand van den Eeckhout, huile sur toile (1653)
- Portrait d'homme dit jadis Portrait de Jean-Maurice de Nassau, Wybrand de Geest, huile sur toile (vers 1659)
- Les patineurs, Jan van Goyen, huile sur bois (1645)
- Saint Jean Baptiste prêchant devant Hérode, Pieter De Grebber, huile sur toile
- Cérès, Bacchus, Vénus et l’Amour, Cornelis Cornelisz van Haarlem, huile sur cuivre (1624)
- La partie de tric-trac, Dirck Hals, huile sur bois (vers 1615-1625)
- Femme assise, Frans Hals (suiveur de), huile sur toile
- Nature morte au homard, Johannes Hannot, huile sur toile (deuxième moitié du XVIIe siècle)
- Paysage, Gerrit van Hees, huile sur toile
- Portrait de femme, Bartholomeus van der Helst, huile sur toile (1645)
- Portrait d'homme, Bartholomeus van der Helst, huile sur toile (1645)
- Le Triomphe de Silène, Gerrit van Honthorst, huile sur toile (vers 1623-1630)
- Jeune Femme et sa Servante, Pieter de Hooch, huile sur toile (vers 1675)
- Homme à la fenêtre, Salomon Koninck, huile sur bois (1642)
- Mise au tombeau, Pieter Lastman, huile sur bois (1612)
- Hippocrate rendant visite à Démocrite, Pieter Lastman (1622)
- Tête de vieillard, Jan Lievens, huile sur bois
- Saint François en prière, Jan Lievens, huile sur toile (vers 1629)
- Moïse enfant foulant aux pieds la couronne de Pharaon, Jan Lievens, huile sur toile (vers 1630-1640)
- Intérieur de l'église Saint-Laurent de Rotterdam, Anthonie de Lorme, huile sur toile (1669)
- Portrait de femme, Michiel Jansz van Mierevelt, huile sur bois (vers 1610-1620)
- La Femme de Jéroboam rendant visite au prophète Ahijah, Frans van Mieris l'Ancien, huile sur bois (1671)
- Paysage. Lisière de forêt au bord d'une rivière, Jacob van Moscher, huile sur bois (vers 1650)
- Jacob en prière, Adriaen van Nieulandt, huile sur cuivre (1644)
- Le paysan de Gibea offre l'hospitalité au lévite et à sa concubine, Jan van Noordt, huile sur bois
- Le Dépècement du porc, Isaac van Ostade, huile sur toile (1645)
- Les patineurs, Isaac van Ostade, huile sur toile (1641)
- Famille hollandaise, Antonie Palamedesz (attribué à), huile sur toile (vers 1660)
- Portrait d'homme, Jan Antonisz van Ravesteyn, huile sur toile (1620)
- Portrait de femme, Jan Antonisz van Ravesteyn, huile sur toile (1620)
- Champ de blé, Jacob van Ruisdael, huile sur toile (vers 1660)
- Paysage. Le torrent, Jacob van Ruisdael, huile sur toile (vers 1660-1670)
- Marine par temps calme, Abraham van Salm, huile et encre sur toile marouflée sur bois
- Bouquet de fleurs, Roelandt Savery (vers 1610-1620)
- Les Bulles de savon, Pieter Cornelisz van Slingelandt, huile sur bois
- Le Ménétrier, Jan Steen, huile sur toile (1670)
- Fleurs dans un vase, Jan Philip van Thielen, huile sur bois
- Sacrifice dans les catacombes, Rombout van Troyen, huile sur bois (vers 1620-1640)
- Marine, Willem Van de Velde l'Ancien, encre sur bois (1650-1693)
- Trop stupides pour être affinés, Adriaen Pietersz van de Venne, huile sur bois (1610-1625)
- Danse de gueux, Adriaen Pietersz van de Venne, huile sur bois (1610-1625)
- Melchisedech bénit Abraham, Adriaen Verdoel, huile sur bois
- Portrait d'un garçon de quinze ans, Jan Cornelisz. Verspronck, huile sur bois (1634)
- Scène d'intérieur ou La leçon de lecture, Jacobus Vrel, huile sur bois
- Portrait d'homme coiffé d'un large feutre noir, Abraham de Vries, huile sur toile (1632)
- Après la chasse, Jan Baptist Weenix, huile sur toile
- La Résurrection de Lazare, Gerrit de Wet (attribué à), huile sur bois (troisième quart du XVIIe siècle)
- Paysage avec la fuite en Égypte, Jacob Jacobsz de Wet, huile sur toile
- Intérieur de la Nieuwe Kerk de Delft, Emanuel de Witte (1656)
- Paysage au fauconnier, Jan Wynants, huile sur toile (vers 1667)

### XVIIIesiècle
- Les Cinq sens, Philip van Dyck, huile sur toile (vers 1715-1730)
- Fleurs sur une tablette de marbre, Rachel Ruysch, huile sur toile (1747)
- Fleurs : roses et tulipes sur une tablette de marbre, Rachel Ruysch, huile sur toile (1747)
- La Lecture, Michiel Versteeg, huile sur bois (1779)

### XIXesiècle
- Les Vaches, Vincent van Gogh, huile sur toile (1890)

## École italienne

### Quattrocento
- Vierge à l'enfant sur un trône avec saint Jean-Baptiste et saint Pierre, deux anges et père bénissant, Ambrogio di Baldese, huile sur peuplier
- La Vierge et l'Enfant, Botticelli (école de), huile sur bois
- Saint Sébastien, Gentile da Fabriano, huile sur bois (1460-1500)
- La Vierge et l'Enfant Jésus, Bartolomeo di Giovanni, huile sur bois (vers 1500)
- Sainte Marie-Madeleine, Bartolomeo di Giovanni (?), huile sur bois de peuplier
- Vierge à l’églantine, Sebastiano Mainardi (vers 1480)
- Le Christ en croix et la Vierge à l'enfant entourée de saints, Cristoforo Moretti (entourage de), huile sur bois
- La Vierge, l'Enfant Jésus et saint Jean, Antoniazzo Romano (et atelier), huile sur bois (vers 1500)
- La Vierge allaitant entourée de plusieurs saints, Maître de Santa Barbara a Matera (début du XVe siècle)

### Cinquecento
- Le Couronnement d'épines, Francesco Bassano le Jeune (atelier de), huile sur toile
- Histoire d'Anne et de Joachim, Francesco Bassano le Jeune (et atelier), huile sur toile
- Portrait de Bastiano Gardalino, Leandro Bassano, huile sur toile
- Jésus chassant les marchands du temple, Leandro Bassano (atelier de), huile sur toile, vers 1578
- Le Christ au tombeau, Girolamo Marchesi, huile sur bois
- L'Architecture, L'Éloquence, La Prudence, La Science, Francesco Montemezzano, huiles sur toile
- La Vierge, l'Enfant Jésus et sainte Cécile, Domenico Panetti (attribué à), huile sur bois (1500-1510)
- Judith et sa servante, Lambert Sustris, huile sur toile (1548 - 1551)
- Noli me tangere, Lambert Sustris, huile sur toile (1548 - 1560)
- Portrait d'un sénateur vénitien, Le Tintoret, huile sur toile (1570 - 1580)
- Le Christ pleuré par la Vierge et deux anges, Paul Véronèse, huile sur toile
- Le Martyre de saint Georges, Paul Véronèse, huile sur toile (après 1565)
- Esquisse pour le Paradis, Paul Véronèse, huile sur toile (après 1577)
- Portrait de femme, Paolo Zacchia, huile sur bois (1530-1540)

### Seicento
- La Vierge et l'Enfant avec saint Pierre martyr, saint Augustin et sainte Catherine de Sienne, Andrea Celesti, huile sur toile
- Guirlande de fruits, Pier Francesco Cittadini (attribué à), huile sur toile
- Saint Grégoire le Grand, Domenico Fetti, huile sur toile
- L'Immaculée Conception, Paolo Domenico Finoglio, huile sur toile
- Portrait d’un philosophe, Luca Giordano, huile sur toile (vers 1660)
- L'Enlèvement d'Europe, Andrea di Lione, huile sur toile
- Moïse sauvé des eaux, Johann Liss, huile sur toile
- L'empereur Auguste ferme les portes du temple de Janus, Carlo Maratta, huile sur toile (vers 1660)
- Le Jugement dernier, Carlo Saraceni, huile sur cuivre
- Joseph et la femme de Putiphar, Leonello Spada, huile sur toile (vers 1615-1620)
- Adoration des bergers, Tanzio da Varallo, huile sur cuivre (1605-1610)
- Renaud et Armide, Alessandro Tiarini, huile sur toile

### Settecento
- Paysage sous la neige, Francesco Foschi, huile sur toile
- La Cène, Nicolò Grassi, huile sur toile
- Caprice architectural, Francesco Guardi, huile sur toile

## École espagnole

### XIVesiècle
- Saint Paul, Saint Mathieu, Saint Judes, Ramon Destorrents, huile sur fond d'or et sur bois (seconde moitié du XIVe siècle)

### XVesiècle
- La Trinité, Jacomart (milieu du XVe siècle)

### XVIesiècle
- Saint François, Le Greco, huile sur toile (1580 - 1595)
- Jésus au jardin des oliviers, Le Greco, huile sur toile

### XVIIesiècle
- Le Martyre de saint Etienne, Diego Polo, huile sur toile (vers 1630)
- Saint Jérôme, José de Ribera, huile sur toile (1643)
- Vanité, Juan de Valdés Leal, huile sur toile

### XIXesiècle
- Les Jeunes ou La Lettre, Francisco de Goya, huile sur toile (vers 1810-1812)
- Les Vieilles ou Le Temps, Francisco de Goya, huile sur toile (vers 1808-1812)
- Le Garrot, Eugenio Lucas Velázquez, (vers 1808-1812)

## École anglaise

### XIXesiècle

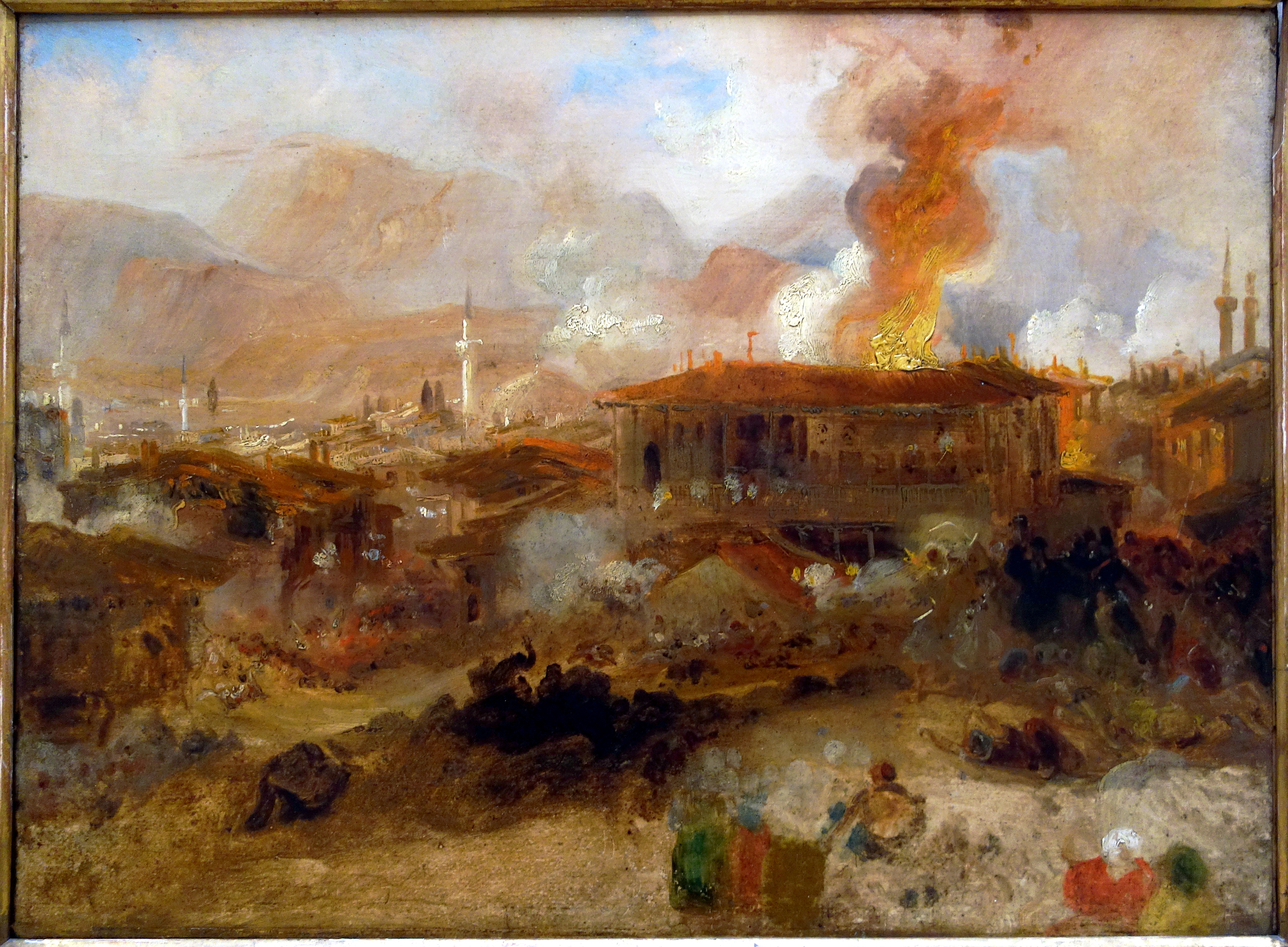
Incendie à Constantinople, par Joseph Mallord William Turner (vers 1834).

- Une chaumière, Richard Parkes Bonington, huile sur papier
- Paysage, John Constable, huile sur toile (1817 - 1820)
- Incendie à Constantinople, Joseph Mallord William Turner, huile sur toile
- Portrait de Thomas, neuvième comte de Kellie, David Wilkie, huile sur toile (1829)

## École française

### XVIIesiècle
- Jésus insulté par les soldats, Valentin de Boulogne, huile sur toile
- Repos de colporteurs, Sébastien Bourdon, huile sur toile
- Le Christ entouré d'anges, Sébastien Bourdon, huile sur toile (1667)
- Le Bon Pasteur, Jean-Baptiste de Champaigne, huile sur toile (vers 1650)
- La Nativité, Philippe de Champaigne, huile sur toile
- Paysage antique, Philippe de Champaigne, huile sur toile (vers 1652)
- Marche de cavalerie, Jacques Courtois, huile sur toile
- Hercule combattant Achéloüs, Noël Coypel, huile sur toile (vers 1667-1669)
- Paysage au joueur de flûte, Laurent de La Hyre, huile sur toile (vers 1650)
- L'extrême-onction, Jean Jouvenet, huile sur toile (vers 1685)
- L'Adoration des mages, Georges Lallemant, huile sur toile
- Sainte Marie-Madeleine en prière, Eustache Le Sueur, huile sur toile
- Saint Bruno surveillant la construction du monastère de la Grande-Chartreuse, Eustache Le Sueur (d'après), huile sur papier
- Le Repas de l'artisan, Maître aux béguins, huile sur toile
- Le Jugement de Midas, Nicolas Mignard, huile sur toile (1667)
- La Fortune ou L'Abondance et la Libéralité, Pierre Mignard, huile sur toile (vers 1692)
- Fleurs et bas-relief antique, Jean-Baptiste Monnoyer, huile sur toile
- Vase d'or avec des fleurs et des perroquets, Jean-Baptiste Monnoyer, huile sur toile
- Soldats jouant aux dés la tunique du Christ, Nicolas Régnier, huile sur toile
- La Glorification de la France, Giovanni-Francesco Romanelli, huile sur toile (1655-1657)
- La Naissance de la Vierge, Jacques Stella, huile sur bois (1644)
- Sainte Zita, Arnould de Vuez, huile sur toile (vers 1696)
- Sainte Cécile accompagnée de trois anges musiciens, Arnould de Vuez, huile sur toile
- Vierge de douleur, Arnould de Vuez, huile sur toile
- Saint François d’Assise recevant les stigmates, Arnould de Vuez, huile sur toile

### XVIIIesiècle
- Le Triomphe de David, Nicolas Bertin, huile sur toile
- Portrait présumé de Robespierre, Louis Léopold Boilly, huile sur toile (vers 1791)
- Autoportrait, Louis Léopold Boilly, huile sur toile (1794)
- Le Triomphe de Marat, Louis Léopold Boilly, papier marouflé sur toile (1794)
- 23 études pour « l'Atelier d'Isabey », Louis Léopold Boilly, papier marouflé sur toile (avant 1798)
- Portrait de Madame d’Aucourt de Saint-Just, Louis Léopold Boilly, huile sur toile (vers 1800)
- Portrait de Monsieur d’Aucourt de Saint-Just, Louis Léopold Boilly, huile sur toile (vers 1800)
- Portrait de Pierre-Joseph Redouté, Louis Léopold Boilly, huile sur toile (vers 1800)
- Allégorie de la peinture, François Boucher, huile sur toile
- La France gémit des troubles qui la divisent, François Boucher, huile sur toile (vers 1760)
- Tobie guérissant son père, Bon Boullogne, huile sur toile (vers 1705)
- Allégorie de la Foi, Nicolas Guy Brenet, huile sur toile (1761)
- Paysage avec un cavalier suivi d'un troupeau, Francesco Casanova, huile sur toile
- Paysage à la fontaine, Francesco Casanova, huile sur toile
- Les Apprêts d'un déjeuner ou Le Gobelet d'argent, Jean-Baptiste Siméon Chardin, huile sur toile (vers 1730)
- Atalide et Roxane ou L'évanouissement d'Atalide, Charles Antoine Coypel, huile sur toile (1748)
- Psyché abandonnée par l'amour, Charles Antoine Coypel, huile sur toile (1748)
- Le Combat de Minerve contre Mars, Jacques-Louis David, huile sur toile
- Bélisaire demandant l'aumône, Jacques-Louis David, huile sur toile (1781)
- Nature morte de fruits et de raisins dans un paysage, Alexandre-François Desportes, huile sur toile
- Chien en arrêt devant une perdrix rouge, Alexandre-François Desportes, huile sur toile
- Autoportrait, Louis-Désiré-Joseph Donvé, huile sur toile
- Portrait de Piat-Joseph Sauvage, Louis-Désiré-Joseph Donvé, huile sur toile (1786)
- Jeune femme assise, Jean-Germain Drouais, huile sur toile (1784-1788)
- Jésus donnant les clefs à saint-Pierre, Charles de La Fosse, huile sur toile (vers 1700)
- L'adoration des bergers, Jean-Honoré Fragonard, huile sur papier marouflé sur toile
- Psyché couronnant l'amour, Jean-Baptiste Greuze, huile sur toile (vers 1785-1790)
- Apollon et Midas, Noël Hallé, huile sur toile
- L'Assomption de la Vierge, Noël Hallé, huile sur toile (vers 1750)
- Histoire d'Hercule et Omphale, Noël Hallé, huile sur toile (1759)
- Eglée barbouillant Silène de mûres pour le forcer à chanter l'histoire du monde, Noël Hallé, huile sur toile (1771)
- Popilius envoyé en ambassade auprès d'Antiochus Epiphane pour arrêter le cours de ses ravages en Egypte, Louis Jean François Lagrenée, huile sur toile (1779)
- Portrait de Jean-Baptiste Forest, Nicolas de Largillierre, huile sur toile (1704)
- Portrait de Marguerite Elisabeth De Largillierre, Nicolas de Largillierre, huile sur toile (1726)
- Le Sacrifice d'Iphigénie, François Lemoyne, huile sur toile (1724)
- La Duchesse de Lambesc et son frère le comte de Brionne, Jean-Marc Nattier, huile sur toile (1732)
- Scène galante, Jean-Marc Nattier, huile sur toile (1737)
- Portrait d’un contrôleur des guerres, Jean-Baptiste Oudry, huile sur toile (1719)
- Carlin dans un paysage, Jean-Baptiste Oudry, huile sur toile (1730)
- Vierges antiques, Jean Raoux, huile sur toile (1727)
- Vierges modernes, Jean Raoux, huile sur toile (1728)
- Le Souper à Emmaüs, Jean Restout, huile sur toile (1735)
- Terrasse d'un palais à Rome, Hubert Robert, huile sur toile (vers 1776)
- Portrait d'une jeune harpiste, Adèle Romany, huile sur toile (vers 1795)
- Portrait de femme, Robert de Séry, huile sur toile (1722)
- Portrait de l'artiste, Christian Seybold, huile sur toile (avant 1768)
- Le Combat de Minerve contre Mars, Joseph-Benoît Suvée, huile sur toile (1771)
- Le Sacrifice d'Isaac, Hughes Taraval, huile sur toile
- Vieille femme mangeant au coin du feu, Jean-François de Troy, huile sur toile
- Armide, sur le point de poignarder Renaud, est désarmé à la vue de ce héros endormi, Jean-François de Troy, huile sur toile (1724-1725)
- Paysage historique, Pierre-Henri de Valenciennes, huile sur toile
- Psyché reconnaissant l'Amour endormi, Joseph-Marie Vien, huile sur toile (1761)
- Une Fête au Colisée, François Watteau, huile sur toile (1789)
- Allégorie relative au siège de Lille en 1792, François Watteau, huile sur toile
- La Danse rustique ou Le concert champêtre, Louis-Joseph Watteau, huile sur bois (vers 1770)
- Le Marchand d'oublie, Louis-Joseph Watteau, huile sur toile (vers 1785)
- Le Violoneux, Louis-Joseph Watteau, huile sur toile (vers 1785)
- La Réception d'un soldat arrivant dans sa patrie, Louis-Joseph Watteau, huile sur toile
- Le Jugement de Salomon, Jean-Baptiste Wicar, huile sur toile (1785)
- Autoportrait en costume de fantaisie, Jean-Baptiste Wicar, huile sur toile

### XIXesiècle
- Joseph expliquant les songes de l'échanson et du panetier de Pharaon, Abel de Pujol, huile sur toile (1822)
- Etude de vieille femme, Alfred Agache, huile sur toile (1880)
- Les Parques, Alfred Agache, huile sur toile (1882)
- Fortuna, Alfred Agache, huile sur toile (1885)
- Jeune femme assise tenant des fleurs dans les bras, Alfred Agache, huile sur toile (1889)
- Vanité, Alfred Agache, huile sur toile (1890)
- En voulez-vous, Lawrence Alma-Tadema, huile sur bois (1866)
- La naissance de Vénus, Amaury-Duval, huile sur toile (1862)
- Femme de Saint-Jean-de-Luz, Amaury-Duval, huile sur toile (vers 1866)
- Dans les bois, Albert Anker, huile sur toile (1866)
- Saint Jean faisant des reproches à Hérode, Jean-Joseph Ansiaux, huile sur toile (1822)
- Les Patineurs, Henri Charles Antoine Baron, huile sur toile (1852)
- Priam aux pieds d'Achille, Jules Bastien-Lepage, huile sur toile (1876)
- Supplice d'une vestale, Paul Baudry, huile sur toile (1857)
- Intérieur de harem au Maroc, Benjamin-Constant, huile sur toile (1878)
- Beethoven, la Sonate au clair de lune, Benjamin-Constant, huile sur toile
- La Méditation, Jean Béraud, huile sur toile (vers 1894)
- Les Cueilleuses de poires, Emile Bernard, peinture sous verre (1888)
- Paysage, Jean-Victor Bertin, huile sur toile (vers 1835)
- Paysage, Jean-Victor Bertin, huile sur toile (1835-1837)
- Portrait de Jean-Antoine Houdon, Louis Léopold Boilly, huile sur toile (1804)
- Portrait de Julien Boilly, enfant, Louis Léopold Boilly, huile sur toile (1808)
- Trompe-l'œil aux pièces de monnaie sur le plateau d'un guéridon, Louis Léopold Boilly, huile sur bois (1808-1814)
- Mon pied de bœuf, Louis Léopold Boilly, huile sur toile (1824)
- Berger landais, Rosa Bonheur, huile sur toile
- Adam et Eve trouvant le corps d'Abel, Léon Bonnat, huile sur toile (1861)
- Coupe de fleurs et de fruits, Jean-François Bony, huile sur toile (1815)
- Le Rivage de Deauville, Eugène Boudin, huile sur toile (1896)
- Le Port de Camaret par ciel d'orage, Eugène Boudin, huile sur toile (1873)
- Veillée après la bataille, Émile Breton, huile sur toile (1878)
- La Nuit de Noël, Émile Breton, huile sur toile (1892)
- Paysage de nuit, Émile Breton, huile sur toile (1894)
- Plantation d'un calvaire, Jules Breton, huile sur toile (1859)
- Ex-voto, Ulysse Butin, huile sur toile (1880)
- Nymphe enlevée par un faune, Alexandre Cabanel, huile sur toile (1860)
- Dame en noir, Carolus-Duran, huile sur carton (1859)
- Homme endormi, Carolus-Duran, huile sur toile (1861)
- Edouard Reynart, Carolus-Duran, huile sur toile (1862)
- L'Assassiné ou Souvenir de la campagne romaine, Carolus-Duran, huile sur toile (1866)
- Le Baiser, Carolus-Duran, huile sur toile (1868)
- Marée basse à Audresselles, Carolus-Duran, huile sur toile (1869)
- Bord de mer à Audresselles, Carolus-Duran, huile sur toile (vers 1869)
- Portrait de Mme Ernest Feydeau ou La Dame au chien, Carolus-Duran, huile sur toile (1870)
- Henri Regnault mort sur le champ de bataille, Carolus-Duran, huile sur papier (1870)
- Gustave Tempelaere, Carolus-Duran, huile sur panneau d'acajou (1871)
- Hébé, Carolus-Duran, huile sur toile (1874)
- Portrait de femme rousse, Carolus-Duran, huile sur toile (1876)
- Emile de Girardin, Carolus-Duran, huile sur toile (1876)
- Madame Georges Petit, Carolus-Duran, huile sur toile (1880)
- Lise au piano, Eugène Carrière, huile sur toile
- Madame Carrière, Eugène Carrière, huile sur toile
- Maternité, Eugène Carrière, huile sur carton
- Soirée d'octobre, Gustave Eugène Castan, huile sur papier marouflé sur toile (1864)
- Tobie et l'Ange, Jean-Charles Cazin, huile sur toile (1880)
- Portrait d'Ernest Feydeau, Charles Joshua Chaplin, huile sur toile (1870)
- Marchand arabe présentant une jument, Théodore Chassériau, huile sur bois (1853)
- Les Vapeurs du soir, paysage, Antoine Chintreuil, huile sur toile
- Élévation du Christ en Croix, Alphonse Colas, huile sur toile (1849)
- Le Castillo et le Goulet de Pasagès. Marée haute, Gustave Colin, huile sur toile
- Mort de Timophane, Léon Comerre, huile sur toile (vers 1874)
- Le Château Saint-Ange, Camille Corot, huile sur toile (vers 1834-1843)
- Idylle ou Cache-Cache, Camille Corot, huile sur toile (1859)
- Le Pâtre aux deux chèvres ou Effet du matin, Camille Corot, huile sur toile (vers 1865)
- Les Amours funestes de Francesca de Rimini, Marie-Philippe Coupin de la Couperie, huile sur toile (1822)
- L'Après-dînée à Ornans, Gustave Courbet, huile sur toile (1848-1849)
- Le Jardin de l'abbaye de Loos-lez-Lille, Gustave Courbet, huile sur toile (vers 1851)
- La Meuse à Feyr, Gustave Courbet, huile sur toile (vers 1856)
- L'Embouchure de la Seine, Gustave Courbet, huile sur toile (vers 1855-1859)
- Armand Gautier, peintre, Gustave Courbet, huile sur toile (1867)
- Jeune italien jouant de la flûte, Thomas Couture, huile sur toile (1877)
- Saint Pierre délivré de prison, Charles Crauk, huile sur toile
- Soleil levant, bords de l'Oise, Charles-François Daubigny, huile sur toile (1865)
- Le Passage des Bibans ou Le passage des portes de fer, Adrien Dauzats, huile sur toile (1853)
- Portrait de Napoléon en costume impérial, Jacques-Louis David, huile sur bois (1805)
- Apelle peignant Campaspe en présence d'Alexandre, Jacques-Louis David, huile sur bois (1814)
- La Mariée juive, Alfred Dehodencq, huile sur toile (1879)
- Médée, Eugène Delacroix, huile sur toile (1838)
- Bouquet champêtre, Eugène Delacroix, huile sur toile (vers 1850)
- L'Ange Gabriel quittant Tobie, Eugène Delacroix, huile sur toile (vers 1850)
- Suzanne et les vieillards, Eugène Delacroix, huile sur toile
- Portrait d'Anne Claire Pierret, Eugène Delacroix, huile sur toile
- Femme asphyxiée, Charles Desains, huile sur toile (1822)
- Hêtraie dans la forêt de Fontainebleau, Constant Dutilleux, huile sur toile (vers 1862)
- Paysage. Souvenir de Hollande, Constant Dutilleux, huile sur toile (vers 1865)
- Autoportrait, Henri Fantin-Latour, huile sur papier marouflé sur toile (1853)
- La Dispersion des peuples, Hippolyte Flandrin, huile sur carton (1861)
- Chouans, Charles Fortin, huile sur toile (vers 1849)
- Un Bois sacré, Louis Français, huile sur toile (1864)
- La Légende de Saint-François, Léon Frédéric, huile sur toile (1882)
- Charles Cousin, peintre et graveur, en costume arabe, Louis Gallait, huile sur toile (1838)
- La Promenade des sœurs, Amand Gautier, huile sur toile (1859)
- Le Docteur Paul Gachet, Amand Gautier, huile sur toile (1861)
- Surprise au bain, Amand Gautier, huile sur toile (1874)
- La Course de chevaux libres sur le Corso à Rome, Théodore Géricault, huile sur toile (vers 1817)
- Odalisque, Henri Gervex, huile sur toile (avant 1882)
- Le Quai de la Villette à Paris, Henri Gervex, huile sur toile (1882)
- La Halle au poisson, le matin, Victor Gilbert, huile sur toile (1880)
- Paysage à la mare, Henri Harpignies, huile sur toile (1883)
- Le Christ au tombeau, Jean-Jacques Henner, huile sur bois (1884)
- Battage de colza dans la plaine de Lille, Auguste-Joseph Herlin, huile sur toile (1861)
- Effet du soir, paysage, Paul Huet, huile sur toile (1830)
- L'Arrivée de Marie Stuart, Eugène Isabey, huile sur bois
- Le Cabinet d'un alchimiste, Eugène Isabey, huile sur toile (1845)
- Paysans limousins, Philippe-Auguste Jeanron, huile sur toile (1834)
- Patineurs, Johan Barthold Jongkind, huile sur toile (1865)
- Les Prisonniers de guerre, Jacques de Lalaing, huile sur toile (1883)
- Femme juive d'Alger, Alexandre Lauwick, huile sur toile (1861)
- Notre Dame de Paris par temps de neige, Albert Lebourg, huile sur toile (1891)
- Invocation à Neptune, Jean-Jules-Antoine Lecomte du Nouÿ, huile sur bois (1866)
- Le Repos, Henri Lehmann, huile sur bois (1864)
- Dépiquage des blés en Algérie, Adolphe Pierre Leleux, huile sur toile (1853)
- La Plage de Berck, vicomte Ludovic-Napoléon Lepic, huile sur toile (1876)
- Bateau de pêche rentrant à Berck, vicomte Ludovic-Napoléon Lepic, huile sur toile (1877)
- La Mort de Virginie, Guillaume Guillon Lethière, huile sur papier marouflé sur toile (1831)
- Portrait de Aldégonde Bathilde Mallet, Édouard Liénard, huile sur toile (1815)
- L'Amiral Carlo Zeno, Albert Maignan, huile sur toile (1878)
- Berthe Morisot à l'éventail, Édouard Manet, huile sur toile (1874)
- La Fatalité , Henri Martin, huile sur toile (1892)
- Vision, légende du XIVe siècle, Luc-Olivier Merson, huile sur toile (1873)
- Le Loup d'Agubbio, Luc-Olivier Merson, huile sur toile (1878)
- Paysage de bord de mer, Georges Michel, huile sur toile (vers 1810)
- Paysage. Environs de Paris, Georges Michel, huile sur toile
- Paysanne donnant à manger à ses enfants ou La Bécquée, Jean-François Millet, huile sur toile (vers 1860)
- Gauthier, Jean-François Millet (1865)
- La Débâcle, Claude Monet, huile sur toile (1880)
- Paysage à la palissade, Adolphe Joseph Thomas Monticelli, huile sur toile (vers 1868)
- Erigone ou L'automne, Gustave Moreau, huile sur bois (vers 1865)
- Julie Mottez, Victor Mottez, huile sur toile (1834)
- Autoportrait, Victor Mottez, huile sur toile
- L'Architecte Charles Benvignat, Victor Mottez, huile sur toile (1859)
- Louis Désiré Blanquart-Evrard, Victor Mottez, huile sur toile (1859)
- La Résurrection des morts, Victor Mottez, huile sur toile (1870)
- La Folie d'Haydée, Charles-Louis Müller, huile sur toile (1848)
- Marine, Jules Noël, huile sur toile (1864)
- L'âge de la pierre, Octave Penguilly L'Haridon, avant 1869
- Le Maréchal Molitor sur son lit de mort, Isidore Pils, huile sur toile (1849)
- Le Sommeil, Pierre Puvis de Chavannes, huile sur toile (1867)
- Portrait de l'artiste, Odilon Redon, huile sur toile (vers 1880)
- Le Silence, Odilon Redon, huile sur toile (vers 1895-1900)
- Route de Versailles à Louveciennes, Pierre Auguste Renoir, huile sur toile
- Saint Vincent, Théodule Ribot, huile sur toile (vers 1860)
- Autoportrait, Théodule Ribot, huile sur toile (1867)
- Jeune italienne assise sur les rochers à Capri, Louis Léopold Robert, huile sur toile (1827)
- Louise Cattel, nourrice, Alfred Roll, huile sur toile (1894)
- La Seine à Villeneuve Saint-Georges, Théodore Rousseau, huile sur bois
- Dernières maisons de Port-en-Bessin, Théodore Rousseau, huile sur papier (1831)
- La Mort de l'espion Morris, Camille Roqueplan, huile sur toile (1827)
- La Pascucia, Émile Louis Salomé, huile sur toile (1861)
- L'Enfant prodigue méditant, Émile Louis Salomé, huile sur toile (1863)
- La Maison de Thérèse, Émile Louis Salomé, huile sur toile
- Lénore. Les morts vont vite, Ary Scheffer, huile sur toile (après 1830)
- Ajax, Henri Serrur, huile sur toile (1820)
- Paysage à Grandcamp, Georges Seurat, huile sur bois (1885)
- Port-Marly, gelée blanche, Alfred Sisley, huile sur toile (1872)
- En hiver, effet de neige, Alfred Sisley, huile sur toile (1876)
- Après la débâcle, la Seine au pont de Suresnes, Alfred Sisley, huile sur toile (1880)
- La Marquise Charles de Bethisy, née Adèle-Mathilde-Emmanuelle de Guernonval d'Esquelbecq, Charles de Steuben, huile sur toile (1833)
- Jeanne la folle attendant la résurrection de Philippe le Beau, Charles de Steuben, huile sur toile (1836)
- Dans l'atelier. La pose du modèle, Henri de Toulouse-Lautrec, huile sur toile (vers 1885)
- En forêt de Fontainebleau, Constant Troyon, huile sur toile (1848)
- Graziella, Horace Vernet, huile sur toile (1836)
- La Défaite de Darius par Alexandre, François Watteau, huile sur toile (1802)
- La Défaite de Porus par Alexandre, François Watteau, huile sur toile (1802)
- Virgile lisant l'Énéïde devant Auguste et Livie, Jean-Baptiste Wicar, huile sur toile (vers 1818-1820)
- Portrait de Joachim Murat, Jean-Baptiste Wicar, huile sur toile
- La Résurrection du fils de la veuve de Naïm, Jean-Baptiste Wicar, huile sur toile (1816)
- La République, Jules-Claude Ziegler, huile sur toile (1848)

### XXesiècle
- Le Jardinier Fleurot, Jules Adler, 1948
- Fêtée, Marius Avy, 1906
- Femmes au bord du Nil, Émile Bernard, 1900
- Autoportrait, Émile Bernard, 1901
- Après le bain, les nymphes, Émile Bernard, 1908
- Paysage, Le Cannet, Pierre Bonnard, 1924
- L'enfant au chapeau rouge, Michel Feydeau (fils de Georges Feydeau), Carolus-Duran, 1905
- L'Apparition de la famille de l'artiste, Marc Chagall, 1935-1947
- Le Verger au printemps, Émile Claus, 1902
- Rythme Couleur 1076, Sonia Delaunay, 1939
- Approche du gros temps, Adrien Demont
- Les Tourmentés, Virginie Demont-Breton
- Nature morte à la corbeille, André Derain
- Personnages de la comédie française, Raoul Dufy
- Paysage, François Fauck
- La Loterie foraine, Marcel Gromaire, 1923
- Composition sur le mot cheval, Auguste Herbin, 1948
- Portrait, Ladislas Kijno
- Traits animés, František Kupka, 1957
- Mascarade, André Lanskoy
- Scène d'intérieur, André Lanskoy
- Tête de jeune fille, Marie Laurencin
- Le Goûter au jardin ou Dans le jardin, Ernest Laurent, 1904
- Sous les branches, Ernest Laurent, 1907
- Le Presbytère et l'Église de Gerberoy, Henri Le Sidaner, vers 1903
- L'Ile Lacroix à Rouen, Albert Lebourg, huile sur toile
- Vue de Rouen depuis le mont Gargan, Albert Lebourg, huile sur toile, 1905
- Papillon sur la roue, Fernand Léger
- Femmes au vase bleu, Fernand Léger, 1935
- Triptyque octogonal, Marcel Lempereur-Haut
- Composition, Eugène Leroy
- Autoportrait, Maurice Marinot
- Pêcheurs d'Equihen, Georges Maroniez, 1902
- Dans le jardin, Henri Martin, vers 1900
- L'Ile San Gorgio à Venise, Henri Martin
- Théorème de Gödel, Georges Mathieu, 1957
- Composition géométrique, Yves Millecamps, 1975
- Le Parlement de Londres, Claude Monet, 1904
- Vetheuil le matin, Claude Monet, 1901
- Éliane aux cheveux longs, Jules Pascin
- L'Etable, Constant Permeke, 1933
- Olga au col de fourrure, Pablo Picasso, 1923
- Poêle flamand, Édouard Pignon, 1949
- La Rue Norvins à Montmartre, Camille Pissarro
- Composition, Serge Poliakoff, 1950-1969
- Le Regard, Odilon Redon, vers 1910
- Femme assise à demi nue, Félix Vallotton, 1911
- Écluse glacée, Vieira da Silva
- Fleurs, Édouard Vuillard, 1904
- Fleurs dans un vase, Édouard Vuillard, 1905
- Portrait de Louis Loucheur, Édouard Vuillard
- Henri-Xavier Fontaine, Édouard Vuillard, 1920
- Autoportrait, Pharaon de Winter
- Portrait de femme, Rik Wouters, 1917

### XXIesiècle
- Voies de l'espace, Geneviève Asse, 2003